# Supermajor
Supermajor, men även Big Oil och Oil Major, är termer som används av finansiella nyhetsmedier när de ska beskriva de största icke-statliga petroleumbolagen i världen.

## Historik
Termen "Big Oil" uppkom på 1960-talet för att beskriva de största petroleumbolagen rent allmänt. Termen "Supermajor" uppkom dock på 1990-talet när stora icke-statliga petroleumbolag fusionerades med varandra på grund av att den globala petroleumindustrin led av svår deflation rörande oljepriserna samtidigt som petroleumbolagen hade höga produktionskostnader. De sex ursprungliga supermajor-företagen var BP, Chevron, Conoco Phillips, Exxon Mobil, Royal Dutch Shell och Total. Fusionerna ledde till att några av 2000-talets största företag kunde skapas. Det enda petroleumbolaget som inte genomgick någon fusion alls var Shell.
| År   | Sammangående företag                              | Blev                       |               | 2024                                        |
| ---- | ------------------------------------------------- | -------------------------- | ------------- | ------------------------------------------- |
| 1998 | British Petroleum Company Amoco Corporation       | BP Amoco p.l.c.            | [ 14 ]        | BP p.l.c.                                   |
| 2000 | BP Amoco p.l.c. Atlantic Richfield Company (Arco) | BP Amoco p.l.c.            | [ 15 ]        | BP p.l.c.                                   |
| 1999 | Exxon Corporation Mobil Corporation               | Exxon Mobil Corporation    | [ 16 ]        | Exxon Mobil Corporation                     |
| 1999 | Total S.A. Petrofina S.A.                         | Total Fina S.A.            | [ 17 ]        | Total Energies SE                           |
| 2000 | Total Fina S.A. Elf Aquitaine S.A.                | Total Fina Elf S.A.        | [ 18 ]        | Total Energies SE                           |
| 2001 | Chevron Corporation Texaco, Inc.                  | Chevron Texaco Corporation | [ 19 ]        | Chevron Corporation                         |
| 2002 | Conoco, Inc. Phillips Petroleum Company           | Conoco Phillips Company    | [ 20 ]        | Conoco Phillips Company Phillips 66 Company |
| 2006 | Conoco Phillips Company Burlington Resources Inc. | Conoco Phillips Company    | [ 15 ] [ 21 ] | Conoco Phillips Company Phillips 66 Company |

År 2012 knoppade Conoco Phillips av Phillips 66, vilket har gjort att Conoco Phillips status som supermajor har blivit ifrågasatt och blivit mindre omnämnd när finansiella nyhetsmedier tar upp ämnet. Innan avknoppningen var samtliga sex petroleumbolag inom topp elva på Fortunes globala 500-lista för företag för det året. Shell var etta; Exxon tvåa; BP fyra; Chevron åtta; Conoco Phillips nia och slutligen Total som var elva. Trots detta kontrollerade petroleumbolagen dock bara sex procent av den totala petroleum- och naturgasreserverna i världen fyra år tidigare.
På slutet av 2010-talet har även Eni blivit inkluderad i termerna. Phillips 66 har också stått på tröskeln att kunna inkluderas. År 2023 började det diskuteras om de stora petroleumbolagen står inför en ny runda av fusioner för att stärka sina reserver av petroleum och naturgas. Detta uppkom i oktober efter att Exxon Mobil meddelade att man skulle förvärva Pioneer Natural Resources för 59,5 miljarder amerikanska dollar medan Chevron svarade med att meddela om att de skulle köpa Hess Corporation för 53 miljarder dollar. Det var till och med spekulationer mellan åren 2021 och 2023 att Chevron och Exxon Mobil kunde till och med vara ute efter att köpa sina supermajor-konkurrenter BP och Shell efter att de två europeiska petroleumbolagen kunde inte matcha sina amerikanska motsvarigheters ekonomiska muskler. Affären mellan Exxon och Pioneer slutfördes den 3 maj 2024. Den 18 juli 2025 meddelade Chevron att köpet av Hess hade blivit officiellt.

## Listor
Ekonomisk statistik är i miljarder amerikanska dollar. Den ekonomiska statistiken för största årliga omsättningar gäller mellan åren 2009 och 2022.

### Största årliga omsättningarna
|    | År   | Företag           | Omsättning | 2025    |        |
| -- | ---- | ----------------- | ---------- | ------- | ------ |
| 1. | 2011 | Exxon Mobil       | 486,42     | 689,999 | [ 32 ] |
| 2. | 2012 | Royal Dutch Shell | 481,70     | 669,450 | [ 33 ] |
| 3. | 2013 | Royal Dutch Shell | 459,59     | 629,501 | [ 33 ] |
| 4. | 2014 | Royal Dutch Shell | 431,34     | 581,376 | [ 33 ] |
| 5. | 2022 | Exxon Mobil       | 413,68     | 451,035 | [ 32 ] |

### Största årliga vinsterna
|    | År   | Företag     | Vinst | 2025  |        |
| -- | ---- | ----------- | ----- | ----- | ------ |
| 1. | 2022 | Exxon Mobil | 55,74 | 60,77 | [ 34 ] |
| 2. | 2008 | Exxon Mobil | 45,22 | 67,02 | [ 35 ] |
| 3. | 2012 | Exxon Mobil | 44,88 | 62,40 | [ 36 ] |
| 4. | 2022 | Shell       | 42,30 | 46,12 | [ 37 ] |
| 5. | 2011 | Exxon Mobil | 41,06 | 58,24 | [ 38 ] |

### Största kvartalsvinsterna
|    | Kvartal | Företag           | Vinst | 2025  |        |
| -- | ------- | ----------------- | ----- | ----- | ------ |
| 1. | Q2 2008 | Royal Dutch Shell | 15,68 | 23,24 | [ 39 ] |
| 2. | Q3 2008 | Exxon Mobil       | 14,80 | 21,93 | [ 40 ] |
| 3. | Q2 2008 | Exxon Mobil       | 11,68 | 17,31 | [ 41 ] |
| 4. | Q4 2007 | Exxon Mobil       | 11,66 | 17,94 | [ 42 ] |
| 5. | Q3 2008 | Royal Dutch Shell | 10,90 | 16,15 | [ 43 ] |